# Ojcewo
Ojcewo [pronunciación en polaco: /ɔi̯ˈt͡sɛvɔ/] es un pueblo en el distrito administrativo de Gmina Troszyn, dentro del Distrito de Ostrołęka, Voivodato de Mazovia, en el centro-este de Polonia. Se encuentra a unos 6 km al este de Troszyn, 17 km al este de Ostrołęka, y 107 km al noreste de Varsovia.